# Rezeption des römischen Rechts
Die Rezeption des römischen Rechts (Übernahme der Rechtsregeln und Arbeitsmethoden des römischen Rechts) bezeichnet einen kulturgeschichtlichen Vorgang, der gemeinhin als wissenschaftliche Durchdringung der kontinentaleuropäischen Gewohnheits- und Partikularrechte durch das römisch-kanonische Recht verstanden wird. Der Einwirkungsprozess des so entstandenen ius commune (Gemeines Recht) auf die iura patriae (Heimatrechte) verlief ab dem Hochmittelalter bis zum Ende des 19. Jahrhunderts (Pandektismus) in Wellen und Phasen mit wechselnder Intensität und nahm entscheidenden Einfluss auf geltendes Recht, so auch final auf das deutsche Bürgerliche Gesetzbuch (BGB) von 1896/1900.
Den Weg ins Mittelalter fand das Recht – im Gespann als römisch-kanonisches Recht – über zwei Wege, einerseits über die weltliche Rechtsrezeption, andererseits über den kirchenrechtlichen Weg, denn die Papstkirche in Rom hatte sich im Frühmittelalter am römischen Recht orientiert („Ecclesia vivit lege Romana“). Die Kirchengerichte rezipierten privatrechtliche Materien mit einem weitreichenden eigenen Hoheitsanspruch. Mit zunehmender Rechtssetzung durch Päpste begann das kanonische Recht sich eigenständig zu entwickeln. Zu den Beiträgen der weltlichen Rezeption zählen für die europäische Rechtskultur die Verwissenschaftlichung und die Professionalisierung des Fachs hin zu einer definierten Jurisprudenz (Rechtsgelehrsamkeit) sowie darauf aufbauend die Systematisierung des Rechtsstoffes für die Bedürfnisse der forensischen Praxis.
In der Forschung wird vorwiegend die Auffassung vertreten, dass das römische Recht rezipiert wurde, weil es das Recht des imperium romanum war, das als Leitbild des karolingischen Reichs und seiner Folgestaaten fortwirkte und in der europäischen Kultur fortbestand. Erst in zweiter Linie resultierte der über viele Epochen verlaufende Rückgriff aus der hohen Qualität des Juristenrechts, welches vornehmlich in der Zeit der klassischen Kaiserzeit geschaffen worden war. Aufgrund der umfangreichen Kompilation der schon mit der Zeit des Zwölftafelgesetzes einsetzenden Rechtsmassen verfügte der spätantike Kaiser Justinian über eine Vielzahl von schriftlichen Quellen, die der Nachwelt über viele Epochen zur Ausdeutung und Übernahme in die jeweils aktuelle Rechtspraxis dienten.

## Begriff der Früh-/ und Spätrezeption
Mit dem Untergang des Römischen Reiches im Jahr 476 fiel das römische Recht enormem Bedeutungsverlust anheim, nachdem es aus Vereinfachungsgründen sukzessive vulgarisiert worden war. Der Prozess verschärfte sich im Überschnitt von der Spätantike zum Frühmittelalter, als sich zahlreiche germanische Stammesrechte herausgebildet hatten, die ihrerseits von unterschiedlichen Kultureinflüssen und Rechtsvorstellungen zeugten. Römisches Recht fand sich darin allenfalls in Teilen wieder, was die Rechtseinheit zerbrach. Da die Germanen zudem keine Schriftkultur kannten, wurde das römische Recht weitergehendem Verlust und insbesondere Vergessen ausgesetzt. Erst im 11. Jahrhundert setzte durch ein anstoßendes Ereignis die Wiederbesinnung auf römische Rechtsquellen ein. Die einsetzende Frührezeption war zunächst eine „theoretische Rechtsrezeption“ die mit Methodenlehre, Logik und Universitätsgründungen einherging.
In Gang wurde die Rezeption ausgangs des 11. Jahrhunderts gesetzt. Sie stand im Zusammenhang mit der Wiederauffindung einer handschriftlichen Hauptquelle aus dem justinianischen Corpus iuris, den Digesten, welche sich in der Ausfertigung der Littera Florentina hervortaten. Die Sammlung enthielt klassisches Juristenrecht – Schriften römischer Rechtsgelehrter – aus der Zeit des Prinzipats. Diese Schriften wurden an der Universität Bologna, die als Keimzelle für die europäische Juristenausbildung gilt (nutrix legum), Quellengrundlage für das weltliche Rechtsstudium, die Legistik (abgeleitet von libri legales, dem Namen für die antiken Gesetzgebungswerke). Bedeutung erlangten sie, da sie im Rahmen eines naturrechtlichen Rechtsverständnisses als „geschriebene Vernunft“ (ratio scripta) angesehen wurden. Da die Beweisführungsmethoden auf der scholastischen Lehre beruhten, wurde insbesondere das Streben nach logischer Widerspruchsfreiheit zur Maxime der Quellenarbeit erhoben.
Die Rezeption des römischen Rechts wird in die Stadien der Früh- und der Spätrezeption eingeteilt. In der Frührezeption waren es vor allem die Klöster und geistlichen Gerichte, die Träger der Rezeption waren. Der Grund hierfür ist in den juristisch ausgebildeten Geistlichen zu sehen, die den Gerichten oder Klöstern vorstanden. Später besetzten in Italien ausgebildete Juristen immer häufiger Verwaltungs- und Rechtsprechungspositionen in den „ultramontanen“ (jenseits der Alpen liegenden) Territorien West- und Nordeuropas und konnten somit die dort anzufindenden juristischen Laien langsam ersetzen. Damit setzte auch die „praktische Rezeption“ ein. Es wurden Rechtsbücher (in deutscher Sprache) geschrieben und Gerichte gegründet, die mit ausgebildeten Richtern besetzt wurden. Verbindendes Element von Kaisertum und Kirche war von Anfang an – und trotz häufiger Konflikte – die Reichsidee als Leitbild für hegemoniale Ansprüche innerhalb des Christentums.
Ab dem 14. Jahrhundert können die neu gegründeten Universitäten als bedeutendster Träger der Spätrezeption angesehen werden. An diesen wurde nach der Gründungswelle Mitte des 14. Jahrhunderts sowohl das justinianische (römische) als auch das kanonische Recht gelehrt. Im Territorium nördlich der Alpen beschäftigte sich im 14. und 15. Jahrhundert nahezu ausschließlich der Klerus mit den beiden Rechten, während die Welt der Laien weiterhin die Bestimmungen der traditionellen Rechtspraxis befolgte. Das erzeugte Spannungen, da Rechtsvorstellungen unvereinbar aufeinanderstießen. Die Neugründung von Universitäten unterstützte die Ausbreitung des Rechtsunterrichts, so auch im Heiligen Römischen Reich: Prag 1348, Wien 1365, Heidelberg 1386. Die hier ausgebildeten (gelehrten) Juristen arbeiteten in den Verwaltungen des Reiches und im Dienst der Fürsten in den Territorien als Richter oder Rechtswissenschaftler. Wegen der Gleichartigkeit der Rechtsquellen kann von einer einheitlichen Juristenausbildung in Kontinentaleuropa gesprochen werden. Diese erste Phase der Rezeption wird mit der Begründung des Reichskammergerichtes 1495 (in Ablösung des Königlichen Kammergerichts) und kurz darauf des Reichshofrats sowie gewisser territorialer Obergerichte (ausgestattet mit privilegium de non appellando) als beendet angesehen. Einer der Höhepunkte dabei war, dass erstmals Urteile veröffentlicht und kommentiert wurden (sogenannte „kameralistische Jurisprudenz“, begründet durch Joachim Mynsinger von Frundeck und Andreas Gaill).

## Glossatoren, Postglossatoren, Konsiliatoren
Die erste eingehende Beschäftigung mit dem römischen Recht wurde im 12. Jahrhundert von den Rechtsgelehrten in Bologna und Pavia in Form einer Kommentierung der Texte des Corpus Iuris Civilis (CIC) erreicht. Mit ihr hob die romanistische Tradition einer universitär gelehrten europäischen Rechtshistoriographie an. In den Jahrhunderten zuvor war das römische Recht – soweit überhaupt – durch Vermittlung der Kompilationen des CIC betrieben worden, da das klassische Recht allerdings darin deutlich verkürzt und insbesondere vereinfacht worden war, unterlag es einer Vulgärtradition. Technisch wurde so vorgegangen, dass den ursprünglichen Texten kommentierende Anmerkungen – Glossen – hinzugefügt wurden. Man spricht daher auch von der Glossatorenzeit (gleiches gilt für die Bearbeitung des Decretum Gratiani oder Corpus Iuris Canonici). Irnerius, der bis 1125 als Jurist an der Rechtsschule von Bologna tätig war, begann wahrscheinlich als erster mit der Kommentierung des Corpus iuris civilis. Die Bedeutung dieser Glossatoren liegt vor allem in ihrer Vorarbeit zum ius commune. Aber auch rechtsschöpferisch waren sie rege tätig, so im Delikt-, Sachen- und Schadensersatzrecht. Sie entwickelten noch heute bedeutende Grundsätze zur Geschäftsführung ohne Auftrag und zur ungerechtfertigten Bereicherung. Eines der umfangreichsten Glossenwerke wurde wohl 1230 von Accursius verfasst. Das Sammelwerk trägt den Titel Glossa ordinaria.
In der nachfolgenden Zeit wurden die Glossen immer umfangreicher, sodass diese in separat geführten Büchern zu regelrechten Kommentaren anwuchsen. Die in dieser Phase arbeitenden Juristen verschiedener europäischer Länder wandten sich verstärkt der Rechtspraxis zu (und ganz besonders der Rechtsprechung). Herausragender Vertreter war Bartolus de Saxoferrato, der die Grundlagen für eine einheitliche Auslegungstradition schuf. Für die Praxis des Wirtschafts- und Warenverkehrs mussten Rechtsgutachten angefertigt werden, etwa für das Handelsrecht. Erstmals versuchten sie, Einzelfälle nicht als solche zu behandeln, sondern grundsätzliche Rechtsprobleme zu sortieren und zu kategorisieren, ein Akt der Abstraktion. Auf diese Weise konnten allgemeingültige Gesetzmäßigkeiten zum Vorschein gebracht werden, wichtig, damit ähnlich gelagerte Fälle nunmehr Bestimmungsgruppen zugeordnet werden konnten, was wiederum der Prozessökonomie diente.
Im 13. und 14. Jahrhundert war die Rezeption in Italien und den westeuropäischen Ländern Frankreich und Spanien in unterschiedlichen Nuancen in vollem Gang, noch nicht so in Deutschland. Ab Mitte des 14. Jahrhunderts entstanden allmählich Universitäten, die sich nicht lediglich mit dem kanonischen Recht auseinandersetzen. Nicht erwiesen ist, ob vor Mitte des 15. Jahrhunderts ständige Vorlesungen im römischen Recht abgehalten worden sind. Auch der Zustrom Deutscher zu den italienischen Universitäten setzte verhältnismäßig spät ein und erreichte seinen Höhepunkt erst in der zweiten Hälfte des 16. Jahrhunderts.

## Rezeption in kirchlichen Institutionen
Ein Teil der Rezeption des römischen Rechtes im Alten Reich fand in kirchlichen Institutionen statt. Die katholische Kirche orientierte sich seit ihren Anfängen am römischen Recht. Ein Symbol dafür ist das frühmittelalterliche Sprichwort Ecclesia vivit lege Romana (Die Kirche lebt nach römischem Recht).
Später lehrten kirchliche Juristen, die in Bologna ausgebildet wurden, neben dem kanonischen Recht, auch römisches Recht an den kirchlich betriebenen Schulen, wie Kloster- und Stadtschulen. An den Offizialaten der Bischöfe, den Kirchengerichten, wurden seit dem 13. Jahrhundert römische Rechtstraditionen neben dem Kirchenrecht angewandt.
Im Vertragsrecht konnten die Kanonisten auf die bereits bestehende Differenzierung des römischen Rechtes zurückgreifen. Dabei übernahmen die Kanonisten insbesondere die römische Terminologie und einige der Einzelentscheidungen, die insbesondere für das sich entwickelnde wirtschaftliche Leben sich als dienlich erweisen.
Nach Harold Berman bauten die Kirchenrechtler insbesondere auf die Arbeit der Glossatoren auf, da diese die römische Terminologie und das alte römische Recht im Licht der neuen wirtschaftlichen Anforderungen rekonstruierten.
In späterer Zeit griffen die Postglossatoren (Kommentatoren) die Anwendung der Philosophie Aristoteles auf die christliche Theologie durch Thomas von Aquin auf und entwickelten daraus nicht nur eine Synthese von römischrechtlichen Ideen, sondern eine Theorie der causa, die Berman als „generelle Vertragstheorie“ bezeichnet und welche aussagt, dass jedem Rechtsgeschäft auch ein Grund zugrunde liegen muss. Diese Theorie wurde dann von den Kanonisten wieder in das kanonische Rechtssystem eingebaut, dabei jedoch um den Aspekt ergänzt, dass jedes Versprechen bindend ist aufgrund der christlichen Idee des Gewissens, egal ob Verträge eine causa haben oder nicht. Diese Ergänzung der Vertragstheorie führte zur Entwicklung einer zentralen Unterscheidung des kanonischen und römischen Vertragsrechts, des Grundsatzes pacta sunt servanda. Jedoch nahmen die Kanonisten die Idee der causa auf und entwickelten daraus den Grundsatz, dass nicht alle Verträge, sondern nur die Verträge bindend sind, die eine gerechte causa hätten. Unter einer gerechten causa verstanden die Kanonisten das, was der Moral entspricht und daher gerecht und vernünftig sei. Bei der Entwicklung von Maßstäben, was als gerecht zu deuten sei, nahmen sie die Terminologie des iustum pretium aus einer Digestenstelle und wandten diese auf einen spezifischen Fall zugeschnittene Regel generell an, um zu bestimmen inwieweit ein Vertrag wirksam sei.

## Praktische Verbreitung in der Neuzeit
Nach Einrichtung des Reichskammergerichts 1495 (und dem Reichshofrat, zuständig vornehmlich für Hoheits- und Reichsgutrechte) wurde diesem als oberstem Gericht im Heiligen Römischen Reich eine tragende Rolle bei der fortgeführten Rezeption des römischen Rechtes zugedacht. Das Reichskammergericht war funktional auch Appellationsgericht, mithin für letztinstanzliche Entscheidungen zuständig; das hatte Auswirkungen auf die Einzelstaaten und damit auf die Vereinheitlichung des Rechts insgesamt. Obwohl das römische Recht niemals offiziell zum Reichsrecht erhoben wurde und das Reichs-, Landes- und Gewohnheitsrecht (consuetudo) ihm offiziell vorgingen, war es die wichtigste begriffliche Quelle zur Einordnung von Rechtsfiguren in der Neuzeit. Daher wurde das römisch-kanonische Recht von den Richtern auch meist bevorzugt angewandt, da es hier eine klare schriftliche und systematische Fixierung gab.
Wichtig für das Fortschreiten der praktischen Rezeption war ferner die Popularisierung des rezipierten Rechts durch leicht verständliche, deutschsprachige Rechtsbücher römisch-rechtlichen Inhalts, so namentlich und zuerst den Klagspiegel des Conrad Heyden (um 1436), sowie im 16. Jahrhundert u. a. Ulrich Tenglers Laienspiegel und Justin Goblers Rechtenspiegel. Derartige Schriften förderten das Eindringen des römischen Rechts auch in die unteren Ebenen der Rechtspraxis, die zu dieser Zeit noch weitgehend von Nichtjuristen geprägt waren. Mittelbare Folge war eine verstärkte Verrechtlichung des Alltagslebens.
Die Phasen der Rechtsrezeption bis zum usus modernus, vornehmlich die Arbeiten der Glossatoren und Kommentatoren, bezeichnet Klaus Luig auch als „ius Romanum“, womit er Quellennähe und -interpretation zum Ausdruck bringen will. Die wissenschaftliche Aufbereitung des römischen Rechts habe vornehmlich darin bestanden, Erläuterungen und Arbeitshilfen zu den römischen Rechtsquellen des Corpus Iuris selbst zu fertigen.

## Epoche des Usus modernus pandectarum
Wissenschaftlich weiter vorangetrieben wurde die Rezeption im Heiligen Römischen Reich in der Zeit des usus modernus pandectarum. Auf Grund der Tatsache, dass das römisch-kanonische Recht nicht formell als Reichsrecht eingesetzt worden war, wurden die aufgestellten Rechtssätze einer fortlaufenden kritischen Prüfung unterzogen.
Die textkritische Auseinandersetzung mit den antiken Gesetzessammlungen ist ein besonderes Verdienst des usus modernus. Der usus modernus stellt aber nicht lediglich einen weiteren Entwicklungsschritt in der inhaltlichen Rezeptionsgeschichte des römisch-kanonischen Rechts dar. In formaler Hinsicht postuliert er außerdem, dass altes Recht nicht einfach gelten könne, vielmehr sei es unter den Vorbehalt seiner „Anwendung in der Praxis“ zu stellen. Seine Geltung war damit abhängig von seiner praktischen Nutzung (usus). Und tatsächlich entwickelte sich die Vereinheitlichung der privatrechtlichen Ordnung im Heiligen Römischen Reich erst aus der Rechtspraxis heraus. Diese war notwendig in einer Epoche, in der unterschiedliche Strömungen zusammenfielen und den Alltag beherrschten, etwa der Beginn der Aufklärung, die verschiedenen Reformationsbewegungen und der Humanismus. Diese territorial übergreifenden Herausforderungen führten das Recht einer gesamteuropäischen Praxisanalyse zu. Besonders die humanistische Jurisprudenz des mos gallicus (um Hugo Donellus herum) hinterfragte die überlieferten Rechtsquellen zunehmend kritisch und sie systematisierte die dazugehörigen Rechtsstoffe. Der usus modernus vermochte die rechtlich vielfältigen Grundlagen des bestehenden partikularen Rechts für die Rechtspraxis alsbald dergestalt zu harmonisieren, dass deren Vereinheitlichung erkennbar wurde. Dabei nahm er die Sonderstellung ein, ein „freieres Verhältnis zu den römischen Quellen und den älteren Autoritäten des Gemeinen Rechts“ beanspruchen zu dürfen. Die Autoren analysierten die Quellen der beiden CIC (Corpus iuris civilis, Corpus iuris canonici) letztlich im Lichte der optimistischen Prognose besserer Lebensumstände, was sie aus dem Abgleich mit den antiken rechtswissenschaftlichen Texten herleiteten. Dabei kamen Bestrebungen auf, das römische Recht nicht mehr als Gesetz, sondern – ohnehin unter Anwendungsvorbehalt gestellt – lediglich gewohnheitsrechtlich akzeptieren zu wollen, argumentationsstrategisch als historische Befundaufnahme. Auch die fallbezogene Literatur nahm in dieser Zeit zu.
Luig beschreibt – in Anlehnung an andere Autoren – für die Literaturformen des älteren usus modernus den übergreifenden territorialrechtlichen Einfluss auf das Gemeine Recht, das zu Abweichungen und Änderungen in der territorialen oder lokalen Rechtspraxis führte und Bedeutung als „Sonderrecht“ erlangte. Seinem Sprachgebrauch nach, entstand im deutschen Raum das ius romano-germanicum, oder im spanischen Raum das ius romano-hispanum. Helmut Coing verwendete für die „Sonderrechte“ die abstrakte Bezeichnung des „nationalen Gemeinen Rechts“. In der späteren Phase des usus modernus verlor nach Ansicht Luigs das römische Recht seine Bedeutung als zentraler Gegenstand der europäischen Rechtswissenschaften. Es schuf sich das ius novissimum (angelehnt an die iustinianischen Novellen), oder in anderer Bezeichnung das ius modernum beziehungsweise ius patrium (Wieacker). Ius romano-germanicum wandelte sich unter Zeitgenossen bereits zu ius germanicum.
Am Ende der Epoche wurde der usus modernus schon von der Aufklärung und der damit stattfindenden Auseinandersetzung mit dem Naturrecht durchsetzt.

## Pandektenwissenschaft unter dem Einfluss der Historischen Rechtsschule
Die letzten Auswirkungen der Rezeption äußerten sich in Deutschland in jener Entwicklung, die letztendlich zur Kodifikation des Bürgerlichen Gesetzbuchs führten, nämlich die im 19. Jahrhundert auf Anregung Friedrich Carl von Savignys stattfindende historische Erneuerung, die eine Neubefassung mit den römischen Rechtsquellen forderte, auf deren Grundlage ein allgemeines deutsches bürgerliches Recht entstehen sollte, Gegenstand der Pandektenwissenschaft.
Diese verstand sich als geschichtliche, auf der Kultur eines Volkes beruhende Rechtswissenschaft, weshalb sie die überpositive Zeitlosigkeit des Rechts, die dem am Naturrecht orientierten Vernunftrecht innenwohnen, ablehnte. Gefordert wurde die Nutzung gestalterischer Spielräume, rechtschöpferisches Tätigwerden für die Praxis. In Deutschland erfolgte die Rezeption dieser Zeit daher eher über die Doktrin der italienischen Kommentatoren, als über das Corpus Iuris selbst. Über die Rezeption in Deutschland existiert insoweit eine große Menge an Literatur.

## Ende der Rezeption und Kodifikation
Die Rezeptionsgeschichte reicht in Deutschland bis zum Erlass des Bürgerlichen Gesetzbuch (BGB), auf dessen Ausarbeitung das römische Recht erheblichen Einfluss nahm. Bernhard Windscheid, Mitglied der ersten Gesetzgebungskommission, war einer der bedeutendsten Pandektisten und Lehrer des römischen Rechts („Kleiner Windscheid“). Besonders seinem Einfluss ist es zu verdanken, dass das BGB deutlich römisch-rechtlich konnotiert. Etliche Rechtsnormen gehen auf Vorbilder aus dem (vor-)klassischen römischen Recht zurück. Beispiele sind etwa der petitorische Besitzschutz des § 1007 BGB, der an die prätorische Herausgabeklage der actio Publicana angelehnt ist oder der Ersitzungstatbestand nach § 937 Abs. 2 BGB, der sich aus der frührömischen usucapio herleitet.
Da das römische Recht in großen Teilen Kontinentaleuropas rezipiert wurde, besonders sind Italien und Frankreich hervorzuheben, hat sich ab dem Mittelalter nicht nur das „Gemeine Recht“ (ius commune) formiert, viele „Rechtsregeln“ (vgl. z. B. da mihi factum, dabo tibi ius), „Rechtssprichwörter“ (vgl. hierzu ausgiebig: Latein im Recht) und „Rechtsbegriffe“ (vgl. mandatum für Auftrag) haben sich überall gleichermaßen etabliert.